# Z22

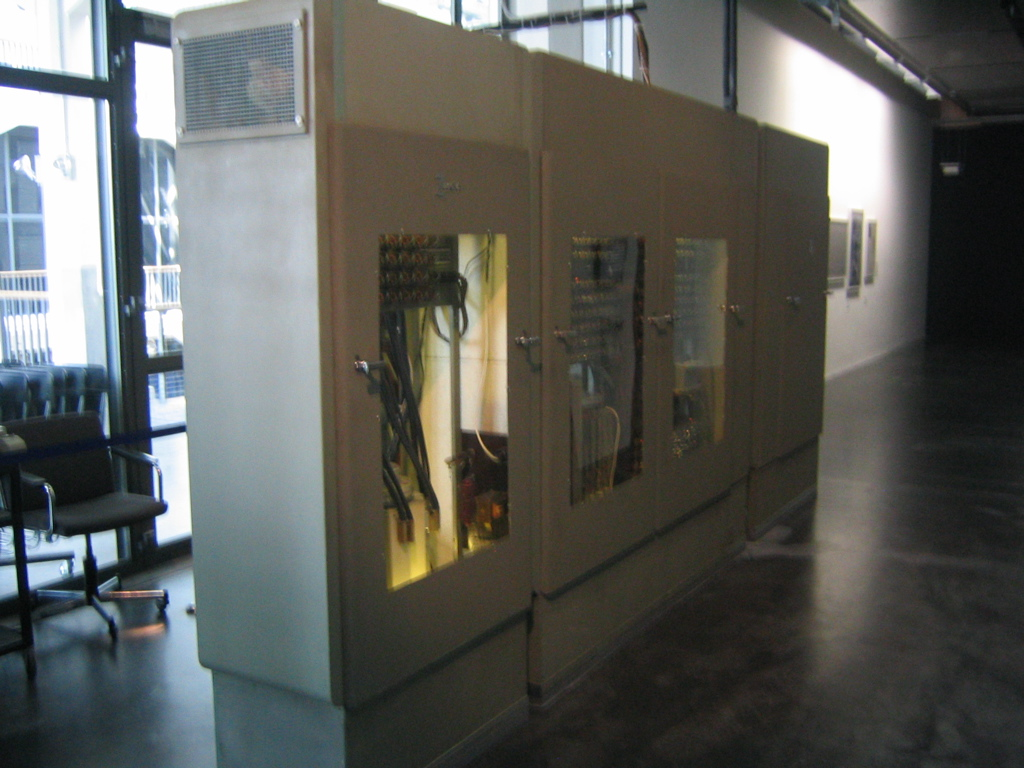
Z22, hecha en 1956; ahora en la Universidad de Ciencias Aplicadas, Karlsruhe.

La Z22 fue el séptimo modelo de computador que desarrolló Konrad Zuse (los primeros seis fueron las computadoras Z1, Z2, Z3, Z4, Z5 y Z11, respectivamente). El mayor salto entre la Z11 y la Z22 fue el uso de tubos de vacío, a diferencia de los modelos anteriores que usaban dispositivos electromecánicos. Fue una computadora comercial, y su diseño finalizó en 1955. Las primeras máquinas se vendieron a Berlín y a Aquisgrán.
Se dice que la Z22 fue la primera computadora con memoria de núcleos magnéticos. Pero las memorias magnéticas ya trabajaban en modelos militares. La computadora Whirlwind usaba memoria de núcleos magnéticos en 1953.
La Universidad de Ciencias Aplicadas de Karlsruhe (Fachhochschule Karlsruhe) tiene una Z22 operativa.

## Datos técnicos
- Memoria RAM de núcleos de ferrita de 14 palabras de 38 bits
- Memoria de tambor magnético de 38 kbytes
- Memoria de masa de tarjetas perforadas
- Alimentación de 380 V trifásico, 16 amperes
- 600 tubos trabajando en flip-flops
- Enfriamiento eléctrico, con una conexión a la red de agua corriente

La Z22 operaba a una frecuencia de 3 kHz, sincronizada con la rotación del tambor magnético.
Los datos de entrada se introducían por tarjetas, y directamente a la memoria de tambor o a la de núcleos magnéticos por medio de un teclado.
La Z22 usaba tubos Williams para mostrar la memoria y el estado de salida.

## Programación
La Z22 se diseñó para hacer fácil el programar a esa primera generación de computadoras.
El código máquina tenía 38 bits de instrucciones, constando de 5 campos:
- los primeros 2 bits debían ser siempre 10
- los siguientes 5 bits contienen un símbolo condicional
- los siguientes 13 bits contienen un símbolo operacional
- los siguientes 5 bits contienen una dirección de memoria de núcleo
- los siguientes 13 bits contienen una dirección de memoria del tambor magnético

Había también un lenguaje de programación del tipo ensamblador, el «Código Freiburger».
Se diseñó para programas de resolución de problemas de matemática.